# Wybory parlamentarne w Kolumbii w 2010 roku
Wybory parlamentarne w Kolumbii w 2010 roku – wybory parlamentarne w Kolumbii przeprowadzone 14 marca 2010. Zwycięstwo odniosła w nich rządząca koalicja prezydenta Uribe.

## Sytuacja polityczna i organizacja wyborów

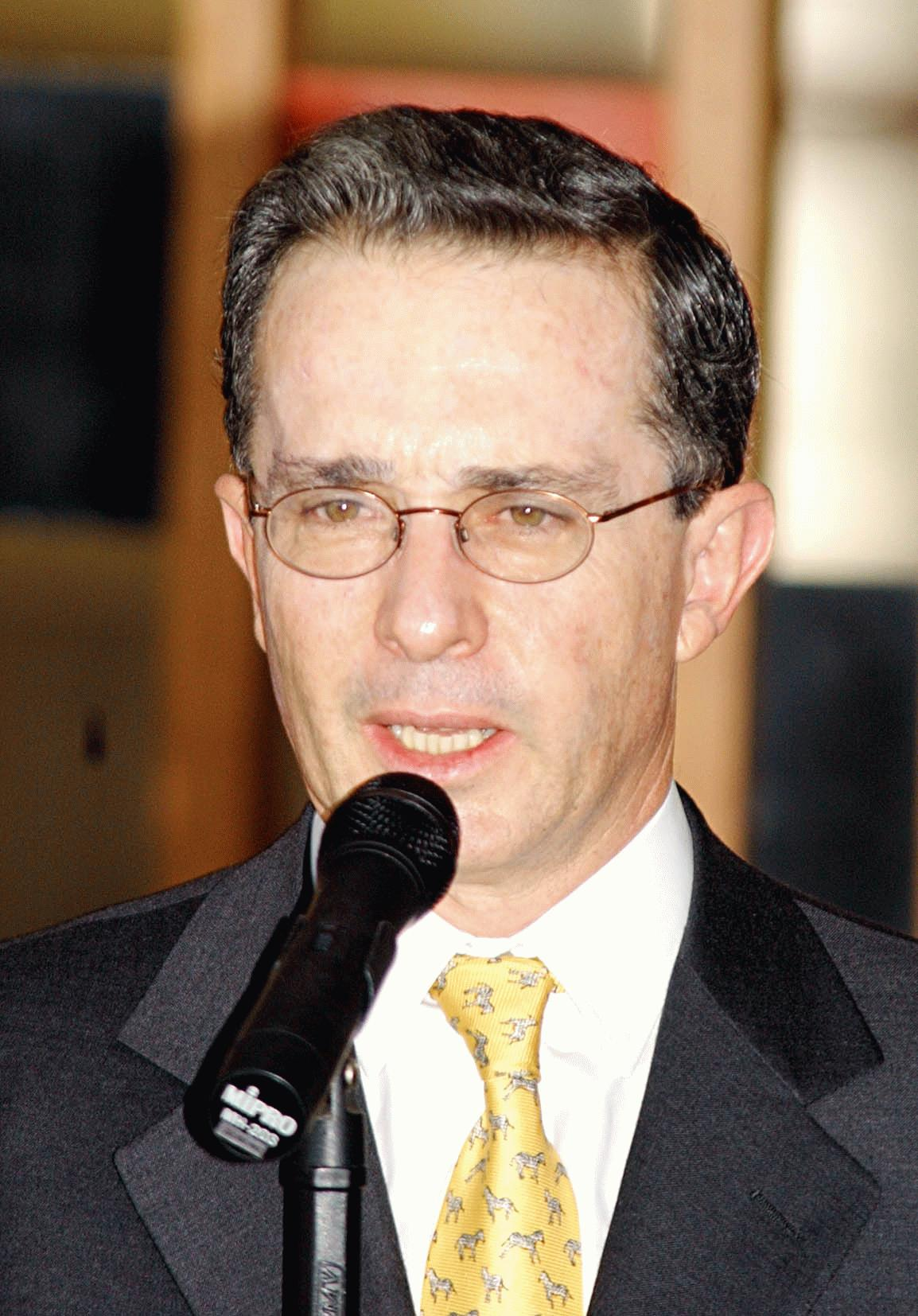
Álvaro Uribe, prezydent Kolumbii od 2002.

Scena polityczna Kolumbii od poprzednich wyborów w 2006 zdominowana była przez rządzącą koalicję trzech centroprawicowych partii popierających prezydenta Álvaro Uribe: prezydencką Społeczną Partię Jedności Narodowej (tzw. Partię "U"), Kolumbijską Partię Konserwatywną oraz Radykalną Zmianę. Partie te kontrolowały większość miejsc w parlamencie. Do głównych sił opozycyjnych należały, mająca najwięcej miejsc w parlamencie, centrolewicowa Kolumbijska Partia Liberalna oraz lewicowy Alternatywny Biegun Demokratyczny.
Do udziału w wyborach zarejestrowało się 29,8 mln Kolumbijczyków, którzy wybierali 166 deputowanych do Izby Reprezentantów oraz 102 senatorów. W wyborach startowało 2,5 tys. kandydatów.
W celu zabezpieczenia głosowania, w całym kraju rozlokowanych zostało 150 tys. sił bezpieczeństwa i wojska, które strzegły porządku w 77 tys. punktach wyborczych. Ustępujący z urzędu prezydent Uribe zaapelował do rodaków o udział w wyborach pomimo potencjalnego zagrożenia ze strony FARC i karteli narkotykowych, wyrażając przy tym nadzieję, że głosowanie przebiegnie w sposób pokojowy w całym kraju.
W czasie głosowania obywatele wybierali również 5 deputowanych do Parlamentu Andyjskiego, konsultacyjnego organu Wspólnoty Andyjskiej. Wybory były  ważnym wskaźnikiem poparcia społecznego przed wyborami prezydenckimi w maju 2010, w których każda z głównych sił politycznych ma zamiar wystawić własnego kandydata.

## Przebieg i wyniki wyborów
Wybory do parlamentu przebiegły w spokojnej atmosferze. Minister obrony nazwał je "najspokojniejszymi wyborami w ciągu 30 lat". W kraju doszło do 9 nieudanych prób podłożenia ładunków wybuchowych oraz walk z rebeliantami w południowej części departamentu Cauca, w wyniku których zginął jeden oficer, a pięciu żołnierzy zostało rannych  - co jak na kolumbijskie warunki oznaczało sukces organizacyjny administracji prezydenta Uribe.
Według wstępnych wyników, zwycięstwo w wyborach, zarówno do Senatu, jak i Izby Reprezentantów, odniosła prezydencka Partia U. Jej kandydat w wyborach na prezydenta i faworyt sondaży przedwyborczych, Juan Manuel Santos, powiedział, że celem jego partii jest "obrona, kontynuowanie i umacnianie dorobku prezydenta Uribe". Drugie miejsce zajęła wchodząca w skład koalicji rządzącej Kolumbijska Partia Konserwatywna, a trzecie opozycyjna Kolumbijska Partia Liberalna.
Międzynarodowi obserwatorzy w czasie wyborów dopatrzyli się poważnych nieprawidłowości. Obserwatorzy z OPA potwierdzili przypadki kupowania głosów w sześciu departamentach kraju: Atlantico, Bolivar, Magdalena, Cundinamarca, Narino i Norte de Santander. Według ich raportu, wyborcom oferowano za głosy gotówkę lub inne dobra materialne, a nawet stypendia szkolne. Przewodniczący misji obserwacyjnej stwierdził, że proces kupowania głosów był "dominującym zjawiskiem", "który wypaczył normy finansowania kampanii". OPA poskarżyła się także na niezapewnienie w wielu lokalach odpowiednich warunków do tajnego oddania głosu, niedostateczne przeszkolenie członków komisji wyborczych oraz przeciągający się proces zbierania wyników wyborów z poszczególnych komisji. Z podobnymi wnioskami wystąpiła międzynarodowa organizacja pozarządowa, Misja Obserwacji Wyborczej, która oprócz procederu kupowania głosów, poinformowała również o przypadkach zastraszania wyborców przez organizacje paramilitarne, które groziły obywatelom m.in. odcięciem ich od opieki zdrowotnej.
Jednym z głównych problemów i obaw związanych z procesem wyborczym w Kolumbii było zjawisko tzw. "parapolityki", czyli powiązań polityków z organizacjami paramilitarnymi. O miejsca w parlamencie, zdaniem obserwatorów, ubiegały się bowiem osoby powiązanie z politykami oskarżonymi i skazanymi za współpracę z grupami przestępczymi. Do parlamentu dostała się nowo powołana Partia Integracji Narodowej, z list której startowali kandydaci związani z politykami aresztowanymi pod zarzutem współpracy w przemycie narkotyków.
- Wyniki wyborów

| Kandydat - Partia polityczna | Kandydat - Partia polityczna                                            | Wybory do Senatu   | Wybory do Senatu | Wybory do Senatu | Wybory do Senatu | Wybory do Izby Reprezentantów | Wybory do Izby Reprezentantów | Wybory do Izby Reprezentantów | Wybory do Izby Reprezentantów |
| Kandydat - Partia polityczna | Kandydat - Partia polityczna                                            | Liczba głosów      | %                | Liczba mandatów  | +/–              | Liczba głosów                 | %                             | Liczba mandatów               | +/–                           |
|                              | Społeczna Partia Jedności Narodowej (Partido Social de Unidad Nacional) | 2 804 123          | 25,8%            | 28               | +7               | 2 486 824                     | 25,9%                         | 47                            | +18                           |
|                              | Kolumbijska Partia Konserwatywna (Partido Conservador Colombiano)       | 2 298 748          | 21,2%            | 22               | +4               | 2 057 849                     | 21,4%                         | 38                            | +8                            |
|                              | Kolumbijska Partia Liberalna (Partido Liberal Colombiano)               | 1 763 908          | 16,3%            | 17               | 0                | 1 856 068                     | 19,3%                         | 37                            | +1                            |
|                              | Partia Integracji Narodowej (Partido de Integración Nacional)           | 907 468            | 8,4%             | 9                | +9               | 714 476                       | 7,4%                          | 12                            | +12                           |
|                              | Radykalna Zmiana (Partido Cambio Radical)                               | 888 851            | 8,2%             | 8                | -7               | 743 758                       | 7,7%                          | 15                            | -5                            |
|                              | Alternatywny Biegun Demokratyczny (Polo Democrático Alternativo)        | 848 905            | 7,8%             | 8                | -3               | 563 555                       | 5,9%                          | 4                             | -5                            |
|                              | Partia Zielonych (Partido Verde)                                        | 531 293            | 4,9%             | 5                | +5               | 283 293                       | 3,0%                          | 3                             | +3                            |
|                              | Movimiento Independiente de Renovación Absoluta                         | 298 862            | 2,8%             | 2                | 0                | 284 244                       | 3,0%                          | 3                             | +2                            |
|                              | Compromiso Ciudadano por Colombia                                       | 182 726            | 1,7%             | 1                |                  |                               |                               |                               |                               |
|                              | Alianza Social Indigena                                                 |                    |                  |                  |                  | 182 515                       | 1,9%                          | 1                             | +1                            |
|                              | Alternativa Liberal de Avanzada Social                                  |                    |                  |                  |                  | 171 090                       | 1,8%                          | 1                             | -6                            |
|                              | Movimiento Apertura Liberal                                             |                    |                  |                  |                  | 117 871                       | 1,2%                          | 2                             | -3                            |
|                              | Integracion Regional                                                    |                    |                  |                  |                  | 5 045                         | 0,1%                          | 1                             | -3                            |
|                              | Inne partie                                                             | 326 763            | 3,0%             | 0                | 0                | 143 883                       | 1,5%                          | 0                             | -23                           |
|                              | Społeczność autochtoniczna                                              | 2                  | 2                | 2                | -                | -                             | -                             | -                             | -                             |
|                              | Głosy nieważne                                                          | 2 352 555          |                  | -                | -                | 3 451 264                     |                               | -                             | -                             |
|                              | Razem                                                                   | 13 203 762 (44,2%) | 100%             | 102              | -                | 13 061 735 (43,8%)            | 100%                          | 166                           | -                             |
| Źródło:                      |                                                                         |                    |                  |                  |                  |                               |                               |                               |                               |